# Auribeau
Auribeau è un comune francese di 76 abitanti situato nel dipartimento della Vaucluse della regione della Provenza-Alpi-Costa Azzurra.

## Storia

### Simboli
È un'arma parlante con riferimento al toponimo Auribeau: auris bella in latino si traduce "bell'orecchio".

## Società

### Evoluzione demografica
Abitanti censiti